# مؤتمر العالم الإسلامي
مؤتمر العالم الإسلامي مُنظمة إسلامية عالمية مقرها مكة المكرمة. تأسست عام 1926 بدعوة من ملك المملكة العربية السعودية آنذاك عبد العزيز آل سعود وعُقدت دورتها الأولى في مكة برئاسته. والأمين عام لأكثر من أربعة عقود كان إنعام الله خان. حصل على جائزة نيوانو للسلام عام 1987، وحصل أيضًا على جائزة تمبلتون لعام 1988. والمنظمة لديها مركز استشاري عام لدى المجلس الاقتصادي والاجتماعي التابع للأمم المتحدة.

## دورات مؤتمر العالم الإسلامي
- الأول مكة المكرمة 14/12/1381هـ.
- عقدت دورته الثانية في بيت المقدس في عام 1931 بدعوة من مفتي فلسطين الأكبر محمد أمين الحسيني.
- عقدت دورته الثالثة في عام 1949م، وكذلك دورته الرابعة في عام 1951 في كراتشي بدعوة من جمعية الإخاء الإسلامي الباكستانية.
- انعقدت دورته الخامسة في بغداد عام 1381هـ الموافق 1962 حيث تم في تلك الدورة إقرار نظام المؤتمر ودستور الدائم وتشكيل هيئاته التنظيمية ومكاتبة الإقليمية في العالم الإسلامي.
- الدورة السادسة انعقدت في مقديشو 22 شعبان 1384هـ إلى 29 شعبان 1384، 26 كانون أول 1964م - إلى 2 كانون الثاني 1965.
- الدورة السابعة انعقدت في عمّان 1967
- الدورة الثامنة.
- الدورة التاسعة انعقدت في كراتشي 13 شعبان 1408 هـ الموافق 1988
- الدورة العاشرة انعقدت في كولمبو 1992.

## المجلس التنفيذي
- الرئيس: عبد الله بن عمر نصيف - السعودية.[3]
- نائب الرئيس: عبد الرحمن سوار الذهب - السودان.
- عضو المجلس التنفيذي: راجا ظفر الحق.
- عضو المجلس التنفيذي: حامد بن أحمد الرفاعي
- عضو المجلس التنفيذي: محمد حنيفة - سريلانكا
- عضو المجلس التنفيذي: عبد الله بن عبد المحسن التركي
- عضو المجلس التنفيذي: عبد الله بن صالح بن حميد.
- عضو المجلس التنفيذي: محمد عبده يماني.
- عضو المجلس التنفيذي: عبد الله بن بيه.
- عضو المجلس التنفيذي: الحبيب ابن الخوجه.
- عضو المجلس التنفيذي: علي الهاشمي.
- عضو المجلس التنفيذي: حسين حامد حسان.
- عضو المجلس التنفيذي: صالح أوزجان.
- عضو المجلس التنفيذي: أحمد كاظم الراوي.
- عضو المجلس التنفيذي: هاشم المجددي.
- عضو المجلس التنفيذي: صالح مهدي السامرائي.
- عضو المجلس التنفيذي: سعيد حارب.
- عضو المجلس التنفيذي: عمر بن عبد الله بن عمر نصيف
- عضو المجلس التنفيذي: عبد الله الدباغ.
- عضو المجلس التنفيذي: عبد الله المنصور.
- عضو المجلس التنفيذي: صلاح الجعفراوي.

## رؤساء مؤتمر العالم الإسلامي منذ تأسيسه
- عبد العزيز بن عبد الرحمن بن فيصل آل سعود - مؤسس المملكة العربية السعودية.
- فيصل بن عبد العزيز آل سعود - الملك السعودي الثالث.
- إدريس السنوسي - ملك ليبيا سابقاً.
- محمد علي جناح - مؤسس دولة باكستان.
- شكري القوتلي - الرئيس السوري الأسبق.
- عدن عبد الله عصمان دار - رئيس جمهورية الصومال الأسبق.
- أمين الحسيني - المفتي الأكبر لدولة فلسطين سابقًا.
- معروف الدواليبي - رئيس وزراء سوريا الأسبق.
- عبد الله بن عمر نصيف - نائب رئيس مجلس الشورى السعودي سابقًا.